# Џон Грум
Џон Грум (* 1953. Повис, Велс) велшки је сликар и уметник.

## Биографија и дела
Џон Грум рођен је 1953. године у Повису у Велсу. После завршетка високе школе ошао је Грум на Кардифски колеџ уметности и вајарства а касније је студирао сликарство. Године 1976. уписао је постдипломске студије на Челси школи уметности у Лондону и ту студирао под вођством проф. Јана Стефенсона и ту долазио у контакт са многим уметницима који су били значајни у то доба.
Крајем 1977. године се одселио у Њујорк. Он је пропутовао Аустралију, Њујорк и Лос Анђелес а затим се опет вратио у Европу и изнајмио јадан студио у Лигурији у Италији. Почео је да се интересује за Далеки исток и практикује јогу, као и студије Тантре. У овој продуктивној фази он је остварио 300 својих дела током три године. Након кратког боравка у Копенхагену, боравио је у Минхену. Године 2006. он је ступио у брак директорком хотела Дорном Хекмат у Индији.
За Џон Грума нема ништа важније у његовој уметности од боје и искуства вођења битке са искуством боје као феномена. За њега боја није статичка ствар већ је жива и тело које је предмет сталних пермутација или тачније он је провоцира из своје властите воље. Боју сматра својим космосем и омогућава гледаоцу да урони у дубину као море визуелних перцепција и духовних вибрација. Он схвата уметност и као феноменолошко у научном смислу као и чулнно и емоционално.
Он је потпуно свестан да је и пре њега много уметника користило и испитало области боје и бојених поља као што су то били сликари у Баухаусу, Василиј Кандински или пак сликари Пит Мондријан и Казимир Малевич. Његове слике су у већини случајева геометријски облици у техници цртежа, акварела, акрилних и уљаних слика, често великих формата, али и зидног сликарства и инсталација.

## Изложбе (избор)
- 1978:  Лондон
- 1979:  Лондон
- 1981:  Лондон
- 1982: -{Paintings and Wallpainting, Oriel Gallery, Arts Council of Great Britain,]- Кардиф, Велс
- 1983:  Лондон
- 1985: Њујорк* 1986: New Paintings, Nicola Jacobs Gallery, Лондон
- 1998: Мајланд
- 1991:  Минхен
- 1992:  Берлин
- 1994: Минхен
- 1999: Мајланд
- 2000: Минхен
- 2003:  Берлин
- 2004:  Франкфурт
- 2006: Кобленц
- 2007:  Минхен
- 2008:  Диселдорф* 2010: Oil Paintings & Watercolours, Galleri Weinberger, Копенхаген* 2011: New Oil Paintings and Drawings, Schaltwerk Kunst, Хамбург